# زن خطرناک (ترانه)
«زن خطرناک» تک‌آهنگی از هنرمند اهل ایالات متحده آمریکا آریانا گرانده است که در ۱۱ مارس ۲۰۱۶ منتشر شد. این تک‌آهنگ در آلبوم زن خطرناک قرار داشت.
این تک‌آهنگ در چارت‌های اسکاتلند، جزو ده ترانه اول قرار گرفت.